# Denasri Wetan
Denasri Wetan is een bestuurslaag in het regentschap Batang van de provincie Midden-Java, Indonesië. Denasri Wetan telt 4453 inwoners (volkstelling 2010).